# Brand (Vorarlberg)
Brand ist eine Gemeinde in Österreich in Vorarlberg im Bezirk Bludenz mit 773 Einwohnern (Stand 1. Jänner 2024).

## Geografie
Brand liegt im Brandnertal, das zum österreichischen Rätikon gehört, auf 1.037 Metern Höhe an der Alvier. Der Ort ist im Westen, Süden und Osten von den Gipfeln des Rätikon umgeben. Die markantesten Gipfel im Westen sind Fundelkopf (2401 m), Oberzalimkopf (2340 m) und Panüeler Kopf (2859 m). Im Süden liegt die Schesaplana (2965 m) an der Grenze zur Schweiz. Den Osten prägen Brandner Mittagspitze (2557 m), Wildberg (2372 m) und Wasenspitze (2009 m).
Die Gemeinde hat eine Fläche von 40,28 Quadratkilometer. Davon sind 5 Prozent landwirtschaftliche Nutzfläche, 30 Prozent sind bewaldet, 18 Prozent Almen, und 45 Prozent der Fläche sind alpin.

### Gemeindegliederung
Es existieren keine weiteren Katastralgemeinden in Brand.

### Nachbargemeinden
|         | Bürserberg                                  | Bürs    |
| Nenzing | Kompassrose, die auf Nachbargemeinden zeigt |         |
|         | Prättigau/Davos                             | Vandans |

## Geschichte
Im 14. Jahrhundert kam es zur Ansiedlung von zwölf Walserfamilien in dem vorher schon von Nenzing aus zur Almwirtschaft genutzten Hochtal.
1347 wurde der Ort das erste Mal urkundlich erwähnt. Anfangs war Brand der Gemeinde Bürs angegliedert und musste einmal jährlich einen Pachtzins abführen. Erst ab 1727 gab es eine eigene Pfarrei in Brand, in der damals etwa 200 Menschen lebten.
Die Habsburger regierten die Orte in Vorarlberg wechselnd von Tirol und vom vorderösterreichischen Freiburg im Breisgau aus. Von 1805 bis 1814 gehörte der Ort zu Bayern, dann wieder zu Österreich.
Seit Mitte des 19. Jahrhunderts kam im Ort zunehmend Tourismus auf. Von 1951 an wurden diverse Bergbahnen und Skilifte errichtet – zuletzt 2010 die Palüdbahn als Ersatz für die alte Sesselbahn in Form einer Einseilumlaufbahn.
Das Skigebiet des Ortes erhielt vor wenigen Jahren durch den Bau der Panoramabahn zum Burtschasattel einen Zusammenschluss mit dem Skigebiet der Nachbargemeinde Bürserberg und dadurch eine erhebliche Aufwertung. Die Kabinen dieser Bahn schweben spektakulär bis zu 210 m hoch über dem Talgrund des Mühlitobels.

### Bevölkerungsentwicklung
Ende 2002 lag der Ausländeranteil bei 25,8 Prozent.
Von 1981 bis 1991 hielten sich die Geburtenbilanz (positiv) und die Wanderungsbilanz (negativ) beinahe die Waage. Bis 2001 wurden beide Bilanzen positiv, was zum starken Anstieg der Einwohnerzahl führte. Bis 2011 nahm die Abwanderung stark zu, und die Geburtenbilanz war fast null.

## Kultur und Sehenswürdigkeiten

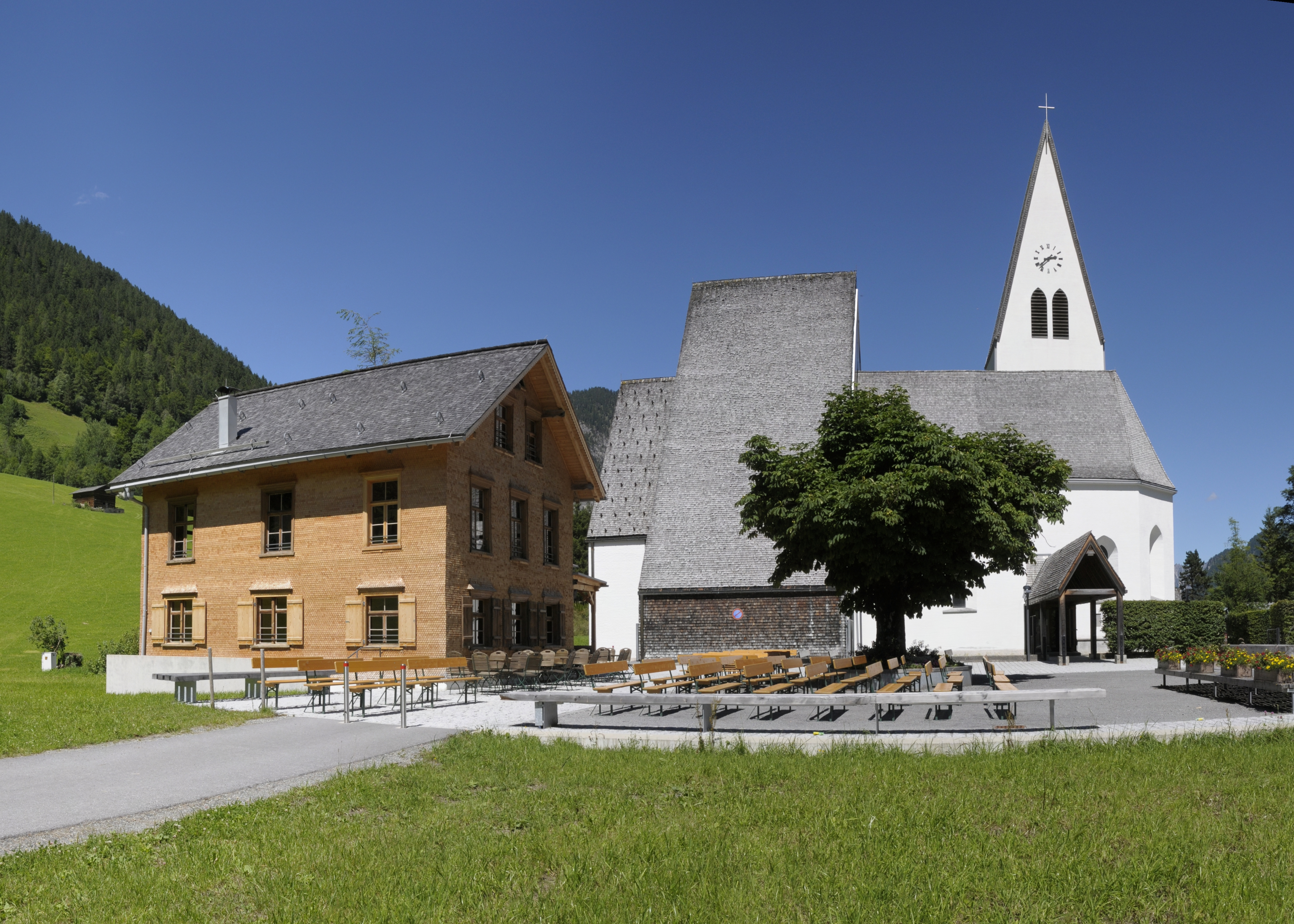
Römisch-katholische Pfarrkirche Mariä Himmelfahrt

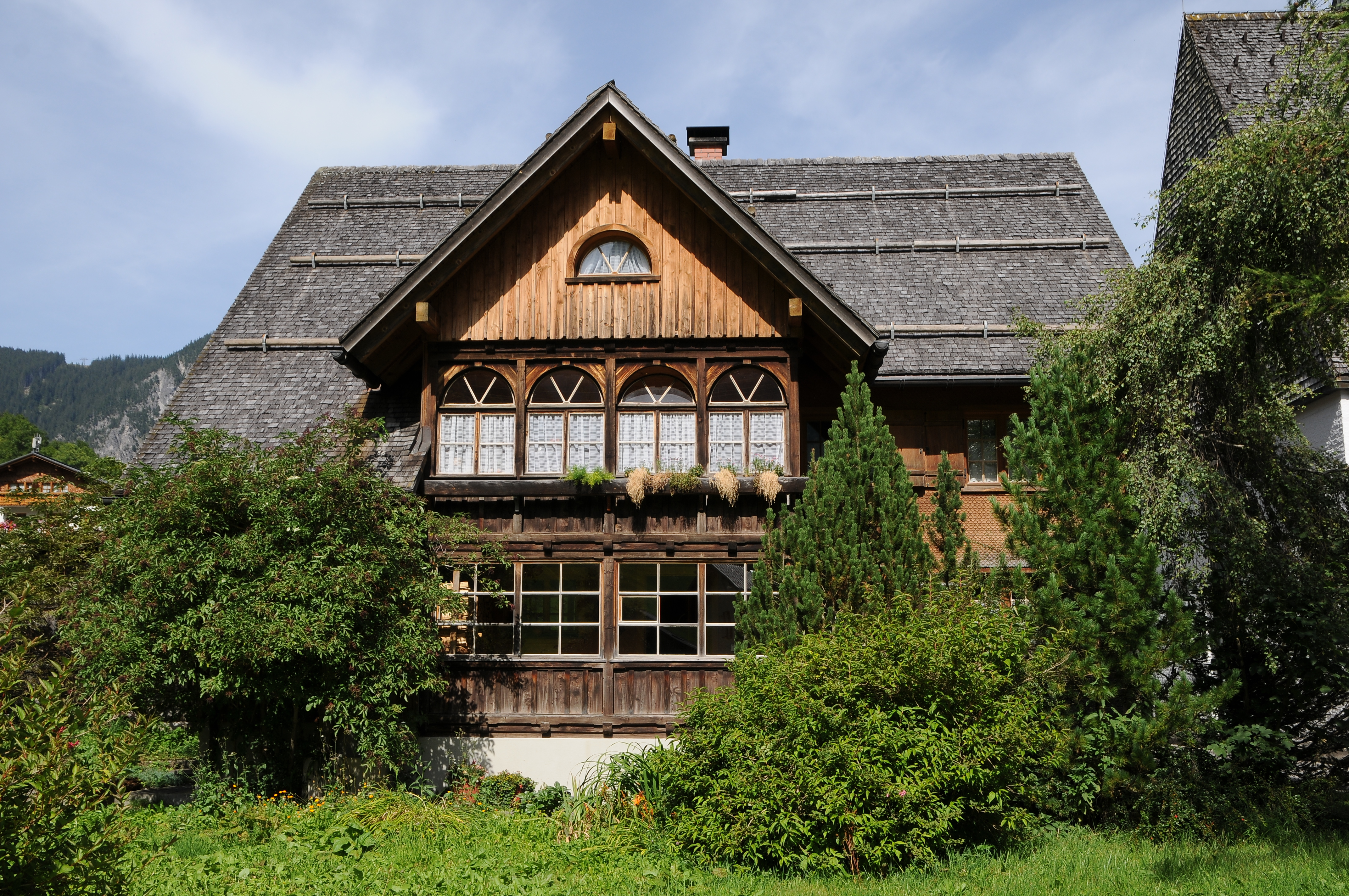
Der historische Pfarrhof steht unter Denkmalschutz

- Katholische Pfarrkirche Brand im Brandnertal Mariä Himmelfahrt
- Kapelle Herz Jesu (erbaut 1914 in der Parzelle Innertal)
- Walserensemble Kirchplatz
- Alte Säge, Mühledörfle
- Europaschutzgebiet Spirkenwälder Brandnertal

## Wirtschaft und Infrastruktur

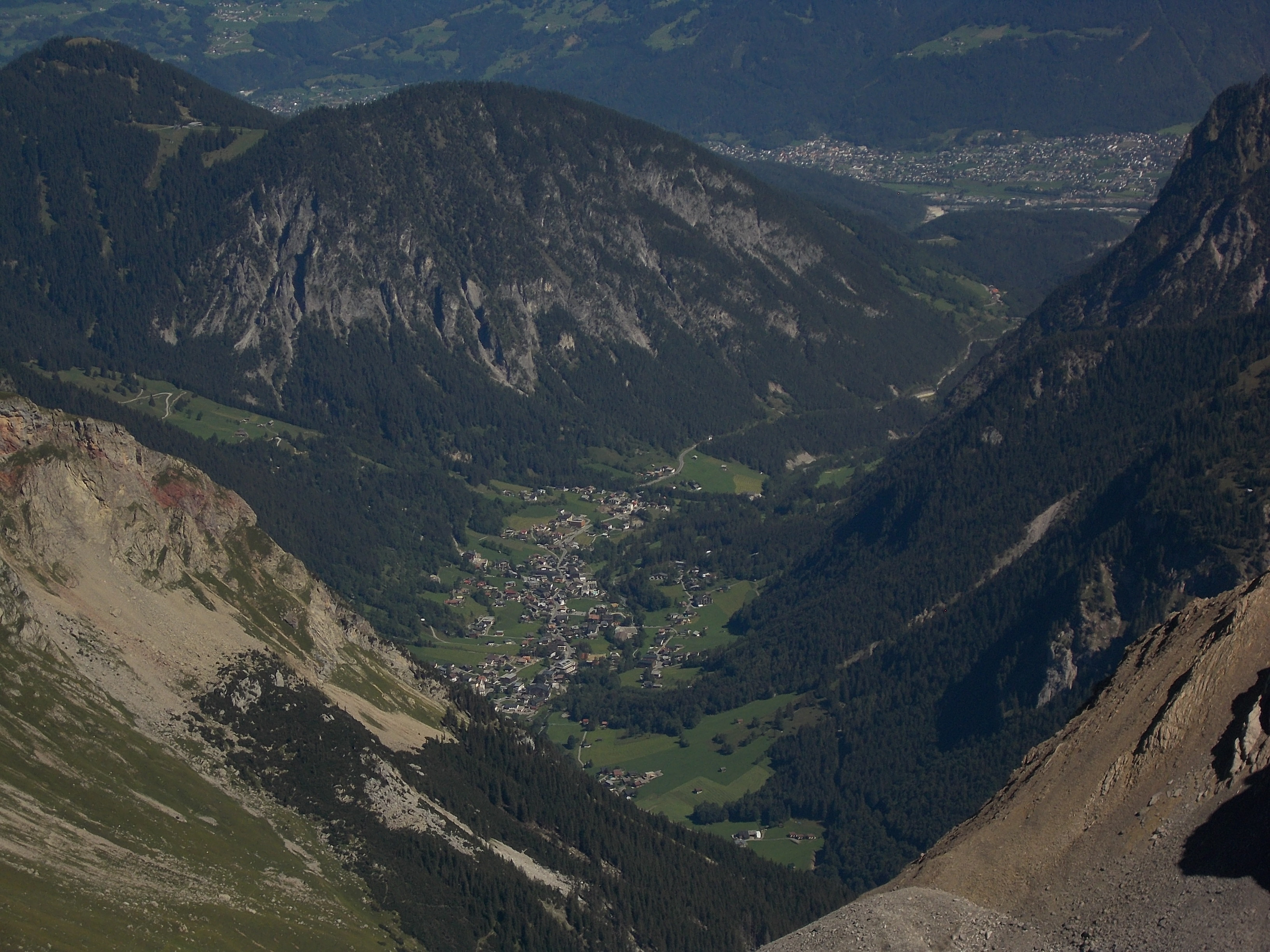
Tiefblick von der Schesaplana auf Brand. Im Hintergrund in der Mitte Nüziders und rechts Teile von Bludenz

Am Ort gab es im Jahr 2003 27 Betriebe der gewerblichen Wirtschaft mit 291 Beschäftigten und 24 Lehrlingen. Lohnsteuerpflichtige Erwerbstätige gab es 388. Tourismus und Fremdenverkehr sind wichtig. 

### Fremdenverkehr

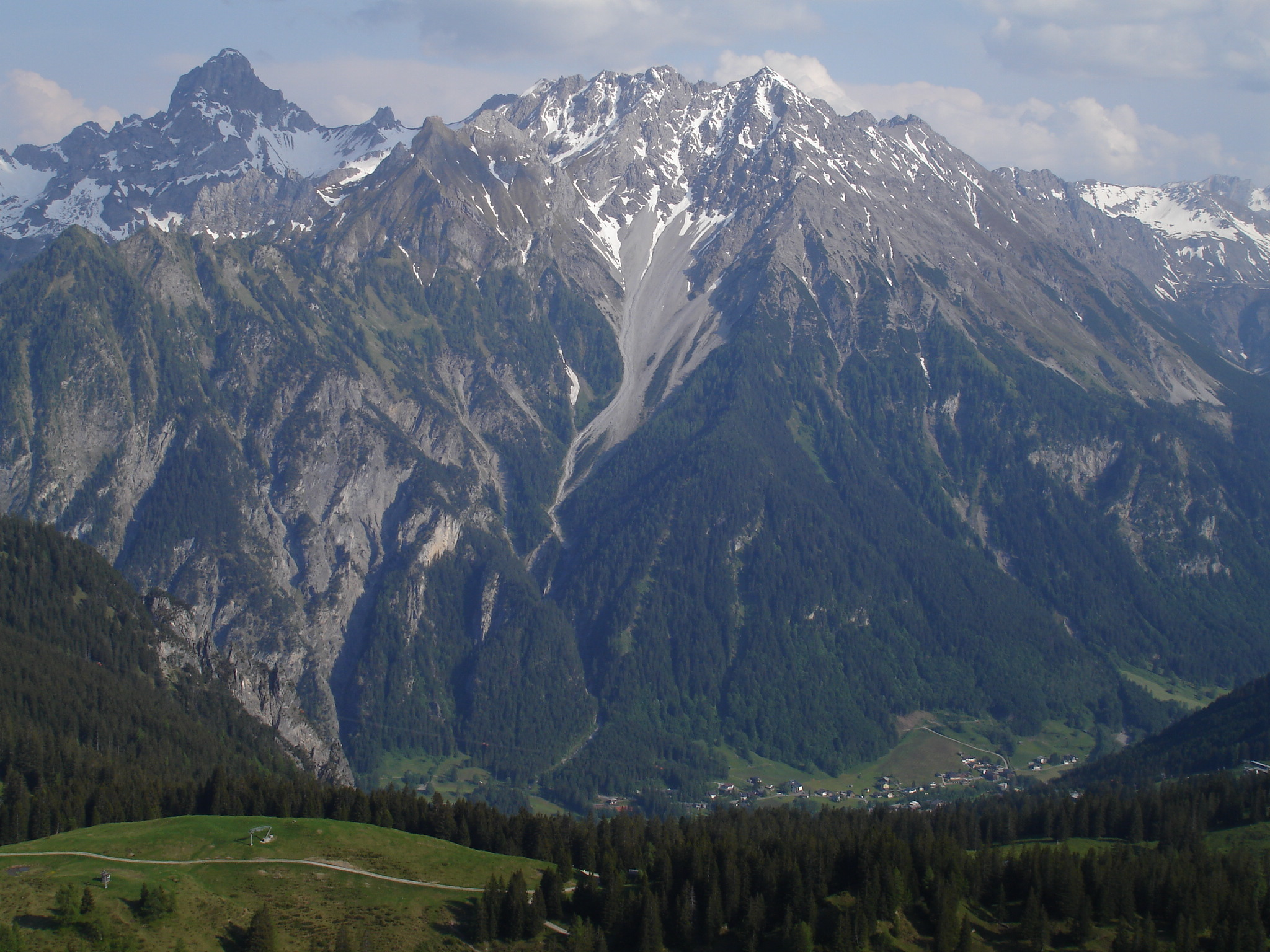
Die Brandner Mittagsspitze überragt das Dorf um 1500 m. Links oben im Schatten die Zimba.

Für den Sommertourismus ist vor allem der talaufwärts gelegene Lünersee mit der Lünerseebahn interessant. Jedoch sind auch die weiten Alpgebiete westlich des Ortes durch die auch im Sommer geöffnete Palüdbahn, die Dorfbahn und die Panoramabahn leicht zugänglich und rege besucht.
Die Anzahl der Übernachtungen stieg von 255.000 im Jahr 2011 auf 292.000 im Jahr 2019 und ging im COVID-Jahr 2020 auf 229.000 zurück.

### Bildung
Eine Spielgruppe, ein Kindergarten und eine zweiklassige Volksschule befinden sich gemeinsam mit der Musikschule Brandnertal im Gebäude „zemmako“.

## Politik

### Gemeindevertretung
In Vorarlberg wählen die Bürger alle fünf Jahre die Mitglieder der Gemeindevertretung durch Ankreuzen eines Listen-Wahlvorschlages bzw. durch Mehrheitswahl wenn kein Listenvorschlag vorliegt. Weiters den Bürgermeister durch Ankreuzen eines Wahlvorschlages.
Die Gemeindevertretung wählt in der konstituierenden Sitzung aus ihrer Mitte – sofern keine Wahl durch die Bürger zustande kam – gemäß § 61 Gemeindegesetz einen Bürgermeister und dann einen mindestens dreiköpfigen Gemeindevorstand. Die Zahl dieser „Gemeinderäte“ darf aber gemäß § 55 den vierten Teil der Zahl der Gemeindevertreter nicht übersteigen.
Der Bürgermeister führt den Vorsitz bei den generell öffentlichen Sitzungen der Gemeindevertretung, in denen kommunale Belange besprochen und Beschlüsse gefasst werden. Beobachter haben kein Mitspracherecht und kein Stimmrecht. Die Gemeindevertretung kann nach Bedarf Ausschüsse bestellen. Sitzungen des Gemeindevorstandes und der Ausschüsse sind nicht öffentlich.

#### Sitzverteilung nach den Wahlen
- Gemeindevertretungswahlen 1985: Brandner Dorfgem. 6, Bürgerliste 6.[10]
- Gemeindevertretungswahlen 1990: Freie Wählerliste 12.[11]
- Gemeindevertretungswahlen 1995: Freie Wählerl. Brand 9, Für Brand-Li.f.alle Brander-Innen 3.[12]
- Gemeindevertretungswahlen 2000: Freie Wählerliste Brand 12.[13]
- Gemeindevertretungswahlen 2005: Freie Wählerliste Brand 8, Mitanand für Brand 4.[14]
- Gemeindevertretungswahlen 2010: Freie Wählerliste Brand 6, Mitanand für Brand 4, Einfach Brandner 2.[15]
- Gemeindevertretungswahlen 2015: Freie Wählerliste Brand 7, Einfach Brandner 3, Mitanand für Brand 2.[16]
- Gemeindevertretungswahlen 2020: Freie Wählerliste Brand 9, Einfach Brandner 3.[17]
- Gemeindevertretungswahlen 2025: Freie Wählerliste Brand 9, Einfach Brandner 3.[18]

### Bürgermeister
- 1945–1947 Johann Kegele[19]
- 1947–1950 Klemens Schedler[19]
- 1950–1955 Ernst Meyer[19]
- 1955–1975 Othmar Beck[19]
- 1975–1988 Josef Meyer[19]
- 1988–1992 Manfred Beck[19]
- 1992–2013 Erich Schedler[19][20]
- 2013–2020 Michael Domig[20][21]
- seit 2020 Klaus Bitschi (Freie Wählerliste Brand)[22][23][24]

### Wappen
Blasonierung: In Silber und Rot durch linksschrägen fünffachen Flammenschnitt geteilt.

## Persönlichkeiten

### Söhne und Töchter der Gemeinde
- Manfred Beck (* 1940), Politiker (FPÖ) und Landesbeamter
- Richard Schallert (* 1964), ehemaliger österreichischer Skispringer und Skisprungtrainer
- Falco De Jong Luneau (* 1984), Musiker und ehemaliges Mitglied der österreichischen Boygroup jetzt anders!